# Camponotus reichardti
Camponotus reichardti är en myrart som beskrevs av Arnol'di 1967. Camponotus reichardti ingår i släktet hästmyror, och familjen myror. Inga underarter finns listade.